# 彭惕業
彭惕業（法語：Jean-Marie Pontier），法國法學學者，艾克斯-馬賽大學法學榮譽教授。
彭惕業生於法國東南部普羅旺斯的馬諾斯克，家境並不寬裕，是虔誠的天主教徒。1966年自艾克斯政治學院畢業，隔年獲該校法學碩士（Maitrise en droit）學位。1969年，彭惕業進入艾克斯-馬賽第三大學擔任助教；1975年取得國家法學博士（Doctorat d'Etat en droit）學位後，1980年獲聘為艾克斯-馬賽第三大學法學院教授。2007年至2012年間，赴巴黎第一大學法學院擔任教授，後來回到艾克斯-馬賽大學。2015年退休後，被聘為該校名譽教授。
彭惕業的研究專長在憲法、行政法、地方制度法、文化法、核能法、媒體法等領域。他是法國唯一一本文化法教科書的作者，並著有30餘本專書、326篇專論等著作。被評為「法國行政法學界權威」、「法國最權威的文化法教授」。
彭惕業在馬賽第三大學、巴黎第一大學任教期間，教授過公法、行政法、地方自治法、文化法等專業。2015年9月自艾克斯-馬賽大學退休時，將他收藏的所有圖書都贈送給臺灣的國立臺北大學，典藏於法律學院的比較法資料中心。

## 外部連結
- Jean-Marie Pontier,  （法文）